# Allyn King
Ne doit pas être confondu avec Alta King.
Pour les articles homonymes, voir King.
Allyn S. King (1er février 1899 - 31 mars 1930) est une actrice de théâtre et de cinéma et chanteuse américaine qui a commencé sa carrière dans le vaudeville, puis l'a poursuivi dans les Ziegfeld Follies.

## Jeunesse
Née à Wilmington en Caroline du Nord, Allyn King est la fille d'Allen S. King et de Phoebe Whitaker. L'année suivant sa naissance, la famille King vit à Winston où son père est étudiant en médecine. Allen King est originaire de Louisiane et, après avoir obtenu son diplôme au début des années 1900, est retourné dans son pays d'origine pour ouvrir un cabinet médical à Morgan City. La famille de Phoebe King est originaire de Goldsboro en Caroline du Nord, à environ 90 km au sud-est de Raleigh, où selon certaines sources Allyn King a vécu plus tard,,.
Le 19 mai 1909, Leroy Oliver, fils de 16 ans d'un médecin décédé, entre dans le bureau du Dr King à Morgan City et le tue par balle. Oliver dit plus tard à la police que le Dr King aurait profité de sa sœur. Au moment du meurtre de son mari, Phoebe King et ses filles, Phoebe et Allyn, rendaient visite à des parents en Caroline du Nord.

## Carrière
La carrière d'Allyn King commence précocement. À l'âge de 15 ans, elle se produit dans le vaudeville en tant que comédienne et chanteuse au Proctor's Twenty-Third Street Theatre à New York, et l'année suivante en tant que comédienne et danseuse dans Top-O-The -Clock Review de Florenz Ziegfeld.
Elle commence sa carrière professionnelle dans Midnight Frolic de Ziegfeld en 1915 et devient en peu de temps la principale showgirl des Follies. Dans la production des Ziegfeld Follies de 1916, elle représente la « Follies Girl of 1916 » pour le gala d'ouverture, honneur particulièrement convoité par les showgirls d'une revue de Ziegfeld. En septembre 1916, elle remplace la tête d'affiche Justine Johnstone qui a démissionné à la suite du refus de Florenz Ziegfeld de laisser son petit ami visiter sa loge. 

Dans les Follies de 1917, elle représente Miss Columbia, vêtue d'une robe en résille ornée de paillettes, et Walter Catlett, Woodrow Wilson qu'elle couvre d'un drapeau américain. Allyn King reste avec Ziegfeld pendant cinq saisons avant d'obtenir un minimum de succès à Broadway au début des années 1920.

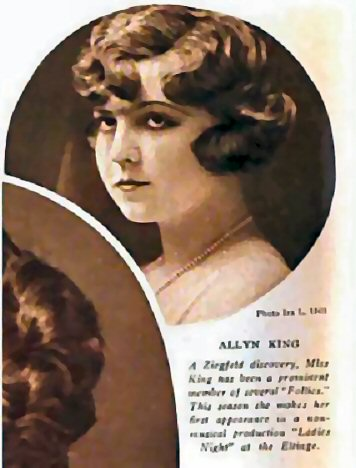
King, Theatre Magazine, 1920

Elle joue Alicia Bonner dans la comédie à succès Ladies 'Night d'Avery Hopwood en 1920, avec 360 représentations au Eltinge Theatre sur la 42e rue et Louise Endicott dans la comédie musicale de William LeBaron et Con Conrad, Moonlight en 1924 avec plus de 174 représentations au Longacre Theatre. Allyn King tourne dans Seduction en 1925, une production mettant en vedette des danseuses de harem. Ses autres spectacles à Broadway, Sun Showers (1923),, Florida Girl (1925) et 90 Horsepower (1926), ont tous peu durer à l'affiche.
Allyn King apparait dans au moins un film muet, The Fighting Blade (1923), dans lequel elle joue Charlotte Musgrove, la sœur de , dont l'amant, le néerlandais Karl Van Kerstenbrook, est venu en Angleterre pour servir dans l'armée d'Oliver Cromwell.

### Fin de carrière
En 1927, Ally King a failli mourir après s'être soumise à un régime de quasi-famine composé de pilules amaigrissantes dans le but de maintenir la silhouette enfantine en vogue à l'époque. Elle passe près de deux ans à se rétablir dans un sanatorium avant de partir vivre chez une tante à New York. Le désir de King de peser environ 10 à 15 kilo en dessous de son poids optimal est du la clause suivante de son contrat de travail:
…si, à tout moment, pendant la durée dudit accord, vous deviez augmenter de poids de plus de seize livres ou diminuer de poids de plus de dix livres ou laisser es dimensions de n'importe quelle partie de votre silhouette varient de plus d'un demi-pouce par rapport aux suivantes, poids 115 livres, cou 12 ½ pouces, buste 34 pouces, haut du bras 11, avant-bras 7 ½, taille 26, hanches 34, cuisse 18, mollet 12, cheville 8 ½, alors et dans ce cas, nous aurons le droit d'annuler ce contrat en vous donnant un préavis d'une semaine.
Après que Allyn King ait quitté le sanatorium pour vivre avec sa tante, elle étudie la musique avec des aspirations vers une éventuelle carrière à la radio.

## Modèle
Elle pose pour le designer new-yorkais Thurn et pour des publicités pour les produits de beauté Pond's.

## Vie privée
En 1924, Allyn King aurait été fiancé à Carl Wiedemann, un riche brasseur de Newport, Kentucky et propriétaire du cheval de course In Memoriam. Wiedemann a publié plus tard la déclaration: "Je ne suis ni marié, ni fiancé".

## Décès
Le 29 mars 1930, Allyn King saute du cinquième étage de l'appartement de sa tante à New York. Elle a laissé une note déplorant le fait qu'elle ne reviendrait jamais à Broadway. King survit à la chute avec des membres cassés et une fracture du crâne dont ses médecins étaient convaincus qu'elle pourrait se remettre. Bien que King soit alerte et semble de bonne humeur, son état se détériore et elle meurt des suites de ses blessures, le 31 mars 1930. L'année précédente, la mort de l'actrice autrichienne Marietta Millner (de) avait également été attribuée à un régime excessif pour respecter ses obligations contractuelles,,.
Près de 200 personnes assiste aux funérailles de King, le 2 avril à Frank E. Campbell Funeral Chapel (en) à Broadway sur la 66e Rue, suivies d'une inhumation privée en présence de sa mère, de sa sœur, d'amis proches et de sa famille au cimetière Mount Hope à Hastings-on-Hudson (maintenant appelé le cimetière de Westchester Hills ).